# マインアシャッフ
マインアシャッフ (ドイツ語: Mainaschaff) は、ドイツ連邦共和国バイエルン州アシャッフェンブルク郡に属す町村（以下、本項では便宜上「町」と記述する）である。

## 地理

マインアシャッフの土地利用図。ピンクが市街地、白が緑地、草地、緑が森林である。

### 位置
マインアシャッフは、アシャッフェンブルクの西に境を接する。マイン川右岸に位置し、ヘッセン州との州境にも近い。町内の最高地点はシュテルンベルクの南西約 700 m の地点で海抜およそ 330 m である。最低地点はマイン川河畔の 108.5 m である。

### 自治体の構成
マインアシャッフは、単独の地区からなる自治体である。

### 隣接する市町村
マインアシャッフは、北西はヨハネスベルク（アシャッフェンブルク郡）、東から南東および南にかけてはアシャッフェンブルク（郡独立市）、南西はシュトックシュタット・アム・マイン、西から北にかけてはクラインオストハイム（ともにアシャッフェンブルク郡）と境を接している。

## 地名

### 語源
この町は、かつては「アシャッフ」と呼ばれていた。これは。この町が面しているアシャッフ川に由来する。後に、近隣に存在する同名の別の集落（現在のヴァルトアシャッフ）と区別するために「マイン」がつけられた。地元の方言では、この町はモーオウシェフ (Moaouscheff ['mɒːɔʊʃəf]) と呼ばれる。

### 歴史的表記
様々な史料や文献に記録されたこの集落の表記は以下の通りである:
| - 950年 Ascafa - 1184年 Aschapha - 1222年 Aschaffe - 1248年 Ascaffe - 1250年 Ascaff - 1282年 Asschaf | - 1283年 Aschapha - 1366年 Mennaschaff - 1424年 Meynaschaff - 1532年 Meinaschaff - 1607年 Mainaschaff |

## 歴史
マインアシャッフは、ローマ教皇ルキウス3世 (ローマ教皇)がアシャッフェンブルク修道院に対して発行した1184年の特許状に初めて記載されている。12世紀の初め、主に農場からなっていたこの小さな集落は、アシャッフェンブルクの聖ペテロおよびアレクサンダー修道院の所有であった。主に果樹栽培や漁業で暮らしていた住民達は、その永続的な支配下に置かれ、労役に駆り出された。
1862年7月1日、ベツィルクスアムト・アシャッフェンブルクが創設され、マインアシャッフはその行政管轄下に置かれた。1872年にマインアシャッフは独立した自治体となった。1939年、ドイツ国全体にラントクライス（郡）という名称が使用されることとなった。マインアシャッフは、旧アシャッフェンブルク郡の33市町村の一つとなった。この郡は、1972年7月1日にアルツェナウ・イン・ウンターフランケン郡と合併して新たなアシャッフェンブルク郡として統合された。
1917年から1972年までマインアシャッフ近郊のアンカーガッセの高台付近に、マイン川を渡る徒歩橋や水流を利用した発電施設、筏用水路を有する堰が設けられていた。水門と魚道はシュトックシュタット側に設けられていた。

## 行政

### 町議会
2014年3月16日の町議会議員選挙以降、マインアシャッフの町議会は、20議席で構成されている。

### 紋章
図柄: 銀の波状の逆Y字図形で3分割（パーティ・パー・ポール・リバースド）。向かって左上は、金と赤で6分割。向かって右上は赤地に直立した銀の車輪の半分。基部は青地で塗りつぶされている。
解説: 波状の逆Y字図形は、マイン川とアシャッフ川の合流を象徴している。これは町の名前も示している。左上部の赤と金の分割は、歴史上この町の一部が属していたリーネック伯の紋章から採られた。半分の車輪は、1803年まで属していたマインツ選帝侯領の紋章である。基部の青と逆Y字の銀は、1816年からこの町が属しているバイエルン州の色である。
マインアシャッフの紋章は、1968年8月28日に認可された。

## 文化と見所

### 劇場
- マインアシャッフには、人形劇場「プッペンシフ」がある。
- この町はマインタールハレを運営しており、ここでは文化イベントやスポーツイベントが開催されている。このホールは、特にアシャッフェンブルク郡の社会教育専門アカデミーやエーデルワイス・マインアシャッフの音楽イベントで有名である。

### カペレンベルク
14世紀からブドウ畑として利用されてきた大きな丘陵地で礼拝堂やマリア像があるカペレンベルクは、何世紀も前から巡礼地となっており、多くの巡礼者達の目的地となってきた。公共施設（遊戯広場など）は、有名なハイキングの目的地となっている。この山には、今世紀になってやっと一般に入場できるようになった古いグロッテ（人工洞窟）がある。この山は、2005年から再びワイン畑として利用が再開されている。この他、ここにはヴェッテラウ＝マイン＝タウバー陣地の数多くの爆破されたトーチカがある。アウトバーン A3号線が拡張されるまで、かつてのパーキングエリアには列柱寺院の形をした展望台があった。

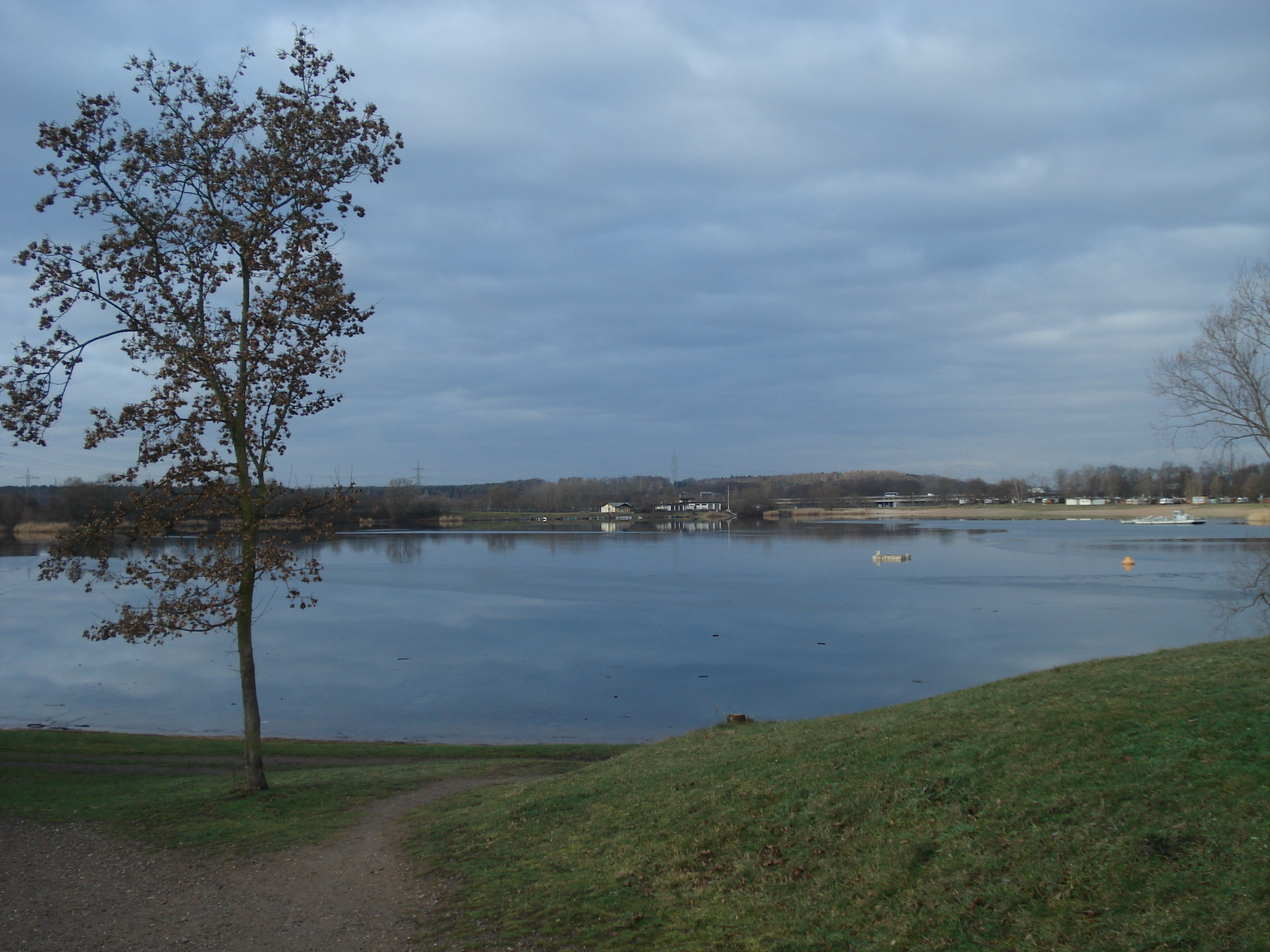
マインパルクゼー

### 公園
約 24ヘクタールの湖マインパルクゼーは、1950年代にアウトバーン建設のための浚渫湖として形成され、キャンプ場や水浴場として利用されている。2005年からマインアシャッフのマインパルクゼーの湖畔にドイツ最大規模のサウナ施設が存在している。ここは一般にアクセス可能な近郊型保養地である。
マインアシャッフのシュトリートヴァルトにはかつて採石場として使われていた火山の噴気孔があり、カンラン石や霞石が産出される。

### 地方色
マインアシャッフの住民（地元ではオシェファーあるいはエシェファーとも言われる）は、砂地の耕作地であることから「ザントハーゼン」という渾名がつけられている。直訳すると「砂のウサギ」という意味だが、軍隊用語では「歩兵」という意味もある。

## 経済と社会資本

### 交通
- マインアシャッフは、アウトバーンA3号線に直接面しており（アシャッフェンブルク西インターチェンジ）、連邦道 B8号線のクラインオストハイムとアシャッフェンブルクとの間にある。
- 広域および近郊鉄道路線アシャッフェンブルク - フランクフルト線は、アシャッフェンブルク中央駅（ドイツ語版、英語版）を経由して利用する。近郊鉄道路線のアシャッフェンブルク - ダルムシュタット線（ライン＝マイン鉄道）は、すべての列車がマインアシャッフに停車する。駅は、ミラン通りとバーンホーフ通りとの交差点にあり、パークアンドライドが利用できる。
- この町は、ウンターマイン交通共同体の市バスおよび地域バスによって結ばれており、第14番路線（市バス）と第50番路線（地域バス アシャッフェンブルク - マインアシャッフ - クラインオストハイム - カールシュタイン - カール）が利用できる。

### 地元企業
- f.a.n フランケンシュトルツ（寝具製造）

## 引用
1. ↑  https://www.statistikdaten.bayern.de/genesis/online?operation=result&code=12411-003r&leerzeilen=false&language=de Genesis-Online-Datenbank des Bayerischen Landesamtes für Statistik Tabelle 12411-003r Fortschreibung des Bevölkerungsstandes: Gemeinden, Stichtag (Einwohnerzahlen auf Grundlage des Zensus 2011)
2. ↑  Bayerische Landesbibliothek Online - Mainaschaff（2015年9月27日 閲覧）
3. 1 2  Wolf-Armin Frhr. v. Reitzenstein: Lexikon fränkischer Ortsnamen. Herkunft und Bedeutung. C.H.Beck, München 2009, ISBN 978-3-406-59131-0, S. 136.
4. ↑  バイエルン州統計局: アシャッフェンブルク郡に属す市町村の2014年3月16日の議会選挙結果（2015年9月26日 閲覧）
5. ↑  Gemeinde Mainaschaff - Gemeindewappen（2015年9月27日 閲覧）